# (27670) 1979 MY6
1979 أم واي 6 (ويعرف أيضًا باسم (27670) 1979 أم واي 6 وفق تسمية الكوكب الصغير) (بالإنجليزية: 1979 MY6)‏ هو كويكب ضمن حزام الكويكبات؛ وترتيبه 27670 من حيث الاكتشاف.
اكتُشف هذا الجُرم الفلكي بواسطة اليانور إف. هيلين في 25 يونيو 1979.

## وصلات خارجية
- (27670) 1979 MY6 في قاعدة بيانات مختبر الدفع النفاث لأجرام النظام الشمسي الصغيرة

- الاكتشاف · مخطط المدار ·  العناصر المدارية · المعلمات المادية

- (27670) 1979 MY6 على موقع ويكي سكاي: DSS2, SDSS, GALEX, IRAS, Hydrogen α, X-Ray, Astrophoto, Sky Map, Articles and images